# Copanlisib
El copanlisib, que se vende bajo la marca comercial Aliqopa, es un medicamento utilizado para tratar el linfoma folicular. Se utiliza en quienes han fracasado con otros tratamientos. Se administra mediante inyección intravenosa.
Los efectos secundarios de este medicamento  incluyen niveles altos de azúcar en sangre, diarrea, debilidad, presión arterial alta, niveles bajos de glóbulos blancos, náuseas, neumonía y niveles bajos de plaquetas; otros efectos secundarios pueden incluir infección y neumonitis. El uso de este medicamento durante el embarazo puede dañar al bebé. Es un inhibidor de la PI3-quinasa.
Este medicamento fue aprobado para uso médico en los Estados Unidos en el 2017. A partir del 2022 no está aprobado ni en el Reino Unido ni en Europa. En Estados Unidos costaba alrededor de 5.000 dólares estadounidenses por dosis a partir del 2022.

## Mecanismo de acción
Copanlisib es un inhibidor de la fosfatidilinositol-3-quinasa (PI3K) con actividad inhibidora predominantemente contra las isoformas PI3K-α y PI3K-δ expresadas en células B malignas. Se ha demostrado que induce la muerte de las células tumorales por apoptosis e inhibición de la proliferación de líneas de células B malignas primarias. 